# Juan Duarte
Juan Ramón Duarte Ibarguren, dit Juancito (Los Toldos, Buenos Aires, 1914 ― Buenos Aires, 1953) était un producteur de cinéma et homme politique argentin, frère aîné d’Eva Perón. Après une carrière comme représentant de commerce, il devint, à la suite du mariage de sa sœur avec Juan Perón, d’abord secrétaire privé du président Perón, puis producteur de cinéma et directeur du Fonds de soutien cinématographique (en espagnol Fondo de Fomento Cinematográfico), institution qui jouera un rôle important dans le développement du cinéma argentin. Régulièrement accusé de corruption par l’opposition antipéroniste, il trouva une mort violente, d’un coup de feu à la tête, laquelle mort fut imputée à un acte suicidaire par le pouvoir, mais était en réalité un assassinat selon l’opposition.

## Biographie

### Vie et carrière
Juan Ramón Duarte naquit dans le camp La Unión, propriété de son père, sis à 20 km de la localité de Los Toldos et à 60 km au sud de la ville de Junín, dans la province de Buenos Aires. Il était le seul garçon de la fratrie de cinq enfants illégitimes qu’eurent ensemble son père Juan Duarte et sa mère Juana Ibarguren, et eut pour sœur cadette Eva Duarte, future Eva Perón. Juan Duarte, qu’on avait coutume de désigner par son surnom Juancito, ne sera jamais, pas davantage que sa sœur, reconnu par son père, qui vivait en concubinage avec sa mère, en même temps qu’il entretenait une famille légitime à Chivilcoy.
Peu après la mort de son père, il dut commencer à travailler, à l’âge de 16 ans, pour tenter d’améliorer la difficile situation économique du ménage, domicilié depuis 1930 à Junín. Ayant trouvé à s’employer comme voyageur de commerce pour l’entreprise de savonnerie Guereño, Juancito devint alors le principal soutien de la famille. En 1934, il s’en fut s’établir à Buenos Aires, suivi peu de mois après par sa sœur Eva.
Eva et Juan Duarte restèrent toujours, en dépit de la différence d’âge de cinq ans, en étroite relation. Juan prit soin d’elle tandis que, adolescente encore et pauvre, elle tentait de se faire un nom en tant qu’actrice dans la grande ville. Après qu’Eva eut fait en 1944 la rencontre de Juan Perón, qui sera élu président deux années plus tard, et qu’elle eut contracté mariage avec lui, devenant ainsi l’une des personnes les plus puissantes du pays, ce fut elle dorénavant qui s’occupa de son frère, faisant en sorte que Perón l’embauchât comme son secrétaire privé.
Sous le gouvernement de Perón, Juan Duarte se signala publiquement par une existence frivole et dissolue, et l’opposition antipéroniste ne cessera de le qualifier de « face visible de la corruption ». Il entretenait une liaison officielle avec deux actrices, Elina Colomer et Fanny Navarro, outre des dizaines d’autres aventures qui allaient établir sa réputation d’homme à femmes et de séducteur. On l’appelait le célibataire le mieux coté du pays. L’« Homme de la nuit » (Hombre de la noche) avait sa loge permanente au Tabarís, célèbre théâtre de variétés et salon de tango à Buenos Aires. Il noua par ailleurs une amitié intime avec Héctor Cámpora, connu sous le petit nom de Camporita, qui sera élu président de la nation en 1973.
Il devint producteur de cinéma en faisant acquisition de 25 % des actions de l’entreprise Argentina Sono Film et d’une grande partie de l’entreprise Emelco. Il mit au point et signa, en association avec d’autres entrepreneurs du secteur privé, la convention portant création du Fonds de soutien cinématographique (Fondo de Fomento Cinematográfico), institution qui serait appelée à jouer un rôle fondamental dans le développement du cinéma argentin tout au long de son histoire, et dont il devint le directeur. C’est au début de 1948, au premier Festival international du film de Mar del Plata, qu’il connut l’actrice Elina Colomer, puis, en 1949, au théâtre, l’actrice Fanny Julia Navarro, alors très populaire, qui avait tourné dans une douzaine de films de genre à la fin de la décennie 1930, et dans le rôle principal pour le plus récent (après la Révolution libératrice, au seul motif de sa liaison avec Juan Duarte, Fanny Navarro perdra son emploi et, figurant dorénavant sur la liste noire, ne sera plus conviée à participer à aucun tournage).

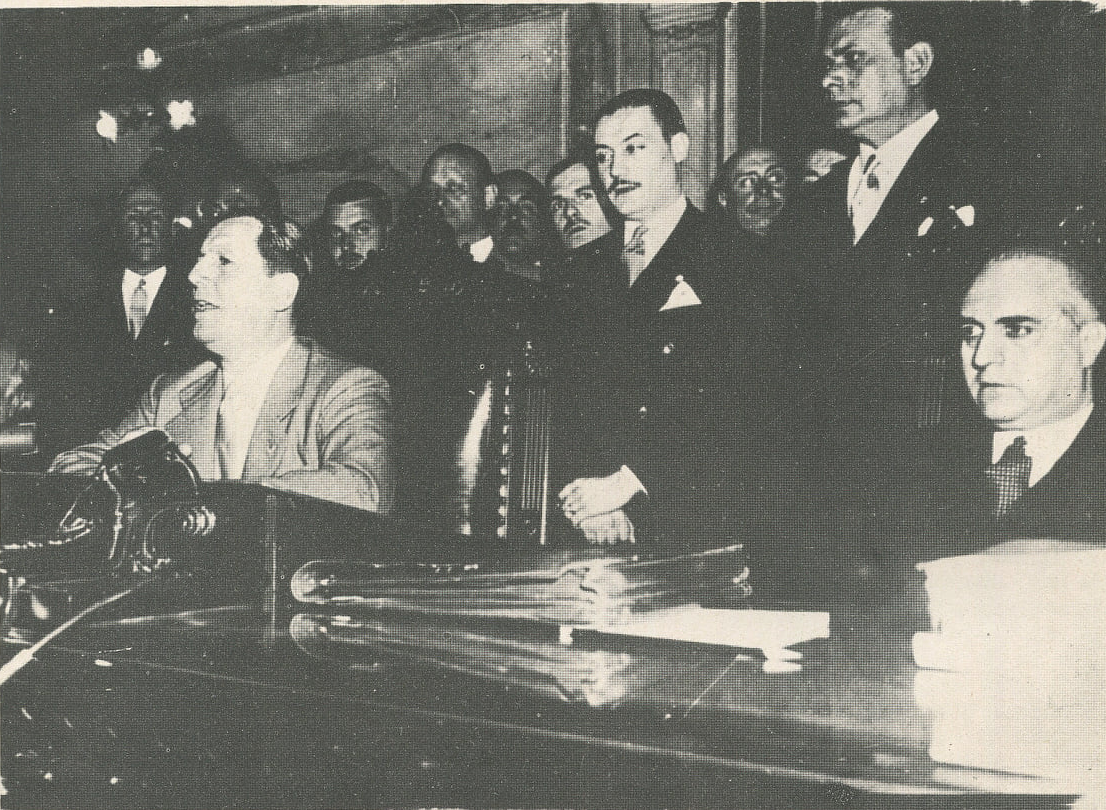
Assis à gauche, Juan Domingo Perón, donnant lecture du Premier Plan quinquennal. Au centre de la photo, debout derrière lui, Juan Duarte (1947).

L’inexplicable fortune de Juan Duarte a été mise en relation avec des faits de corruption et plus particulièrement avec des tractations qu’il aurait menées avec des criminels nazis désireux de se fixer clandestinement en Argentine à l’issue de la Deuxième Guerre mondiale.
Héctor Olivera, metteur en scène du film Ay, Juancito, fit à propos de Juancito les réflexions suivantes : 

« Imaginons un gamin qui naît dans un endroit à Los Toldos, à la campagne, qui grandit à la campagne, qui déménage vers une maison de deux pièces, où vit madame Juana avec ses cinq enfants, qui ensuite va à Junín et y travaille comme distributeur d’une pharmacie, puis comme voyageur de commerce, et qui en une année se transforme en un personnage tout-puissant, qui sait qu’il plaît. On l’appelait le célibataire le plus convoité du pays. C’était un grand et bon gars de l’époque, un grand sympathique, et il avait beaucoup de pouvoir. Il était le frère de la dame, beau-frère du général Perón et son secrétaire privé. Et en même temps, il avait beaucoup d’argent, et de l’argent qu’il ne cachait pas, il le partageait. Il était généreux. Sa mort surtout est devenue objet de polémique. Les antipéronistes disaient que c’est Perón qui avait ordonné de le tuer et l’explication officielle a été qu’il s’était suicidé. »

### Mort
Le 26 juillet 1952, Evita succomba à un cancer de l’utérus. Juan Duarte en souffrit beaucoup et fut profondément et sincèrement affecté par la mort de sa sœur. Peu après, en novembre, Juan se rendit en Europe, dans le but de s’y faire soigner d’une syphilis, mais les médecins l’informèrent que son mal était incurable.

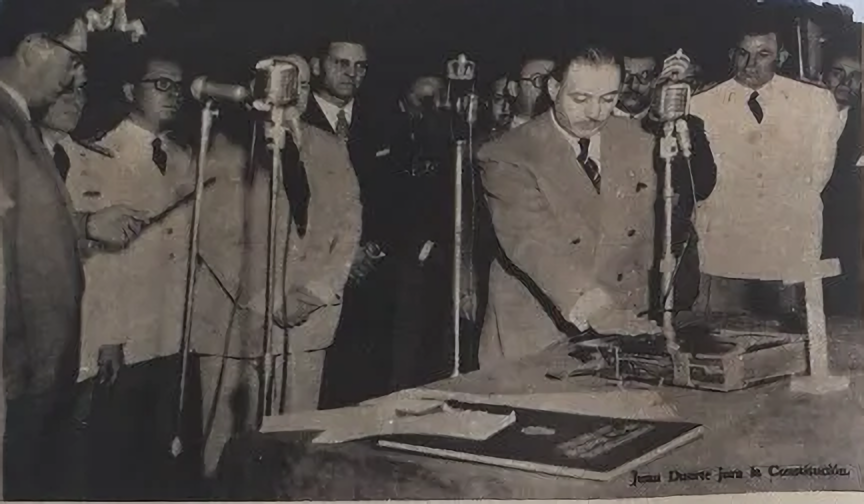
Juan Duarte, la main posée sur un exemplaire de la constitution nationale, prêtant serment comme secrétaire privé de la présidence.

À la même époque, Juan Duarte perdit la confiance de Perón et se trouva fort compromis dans une enquête à propos de faits de corruption, ce qui le porta à démissionner. C’est dans ce contexte que Perón fit une déclaration à la radio au sujet des mesures qu’il s’apprêtait à prendre contre la corruption, déclaration dans laquelle, sans mentionner explicitement Juan Duarte, il glissa une allusion claire, disant en effet :

« Quand même il s’agirait de mon propre père, il ira en prison, parce que voler le peuple c’est trahir la Patrie. »

Le 9 avril 1953, trois jours après l’allocution radiophonique de Perón, Juan Duarte fut trouvé sans vie, avec une balle dans la tête. Officiellement, il fut annoncé qu’il s’agissait d’un suicide. L’opposition cependant soutint qu’il s’agissait d’un assassinat ; selon l’enquête de la journaliste et enseignante universitaire Silvia Mercado, le journaliste et chef du secrétariat à la Presse Raúl Apold en personne en aurait été l’exécuteur.
Juan Duarte fut inhumé dans le caveau familial au cimetière de la Recoleta, à Buenos Aires, où reposait déjà Evita. Lors des obsèques, Juana Ibarguren, la mère des deux défunts, s’écria :

« Assassins ! Ils m’ont encore tué un de mes enfants ! »

Pour soutenir Perón face aux accusations de l’opposition sur sa responsabilité dans la mort de Juan Duarte, le syndicat CGT appela à participer à une marche vers la place de Mai le 15 avril. Pendant cette marche, un groupe terroriste, qui ne put jamais être identifié, posa une bombe au milieu de la foule, tuant 6 personnes et en blessant 95.
En 1955, après le coup d’État militaire qui renversa le président Perón, Próspero Germán Fernández Albariño, connu sous le sobriquet de Capitaine Gandhi, l’un des chefs des groupes para-policiers anti-péronistes dénommés Commandos civils, exhuma le corps de Juan Duarte, lui coupa la tête, et l’exposa aux visiteurs dans son bureau pour leur montrer qu’il avait bien été assassiné.

## Œuvres de fiction inspirées de la figure de Juan Duarte
- (es) Eloy Lorenzo Rébora, Prontuario de un perdedor. Novela policial del testimonio, Buenos Aires, Match, 1971, 132 p. (roman policier. Le personnage inspiré de Juan Duarte s’appelle Juan Suerte, c’est-à-dire Jean la Chance).
- Ay, Juancito, film réalisé par Héctor Olivera, sur un scénario de celui-ci et de José Pablo Feinmann, 2004.
- (es) Jorge Camarasa, La última noche de Juan Duarte, Buenos Aires, Sudamericana, 2003 (roman historique).